# Estación de Sabadell-Estació
Sabadell-Estació es una estación clausurada de la línea S2 en la línea Barcelona-Vallés de FGC situada en el este de Sabadell. 

## Situación Ferroviaria
La antigua estación se sitúa en el punto kilométrico 9,570 de la línea de ferrocarril de ancho internacional de San Cugat a Tarrasa, hoy
integrada en las líneas de Barcelona al Vallés. Se encuentra a una altitud de 179 metros.

## Historia
La estación era la principal de la línea de los Ferrocarriles de la Generalidad de Cataluña (FGC) en Sabadell, no por su cercanía al centro, sino por sus dimensiones, ya que disponía de 4 vías y 3 andenes.
La estación se encontraba en obras debido a la prolongación de la S2 hasta Sabadell - Ca n'Oriac-Parc del Nord, al norte de Sabadell, y conectando con la línea R4 de Rodalies de Catalunya en la Estación de Plaza de España. La estación estaba siendo soterrada, y provisionalmente se habilitó un andén que conectaba con  Sabadell Rambla. Cuando la estación fue soterrada, fue nombrada  Sabadell - Can Feu-Gracia.

## Servicios ferroviarios
No hay servicios; la estación ha sido clausurada
| Estación actual           |
| ------------------------- |
| Sabadell - Can Feu-Gràcia |